# Nicolás Villamil
Servando Nicolás Villamil Grasso (Mendoza, Argentina, 11 de abril de 1965-Tomé, Chile, 11 de septiembre de 2021) fue un futbolista argentino. Jugaba de portero y militó en diversos clubes de Argentina, Chile —país donde jugó la mayor parte de su carrera— y Ecuador.

## Biografía
En septiembre de 2016 se vio involucrado en supuestos delitos de estafa, los cuales fueron dados a conocer por el programa de televisión periodístico En su propia trampa de Canal 13, en Chile.
El 24 de marzo de 2017 sufrió la amputación de su pierna izquierda, producto de una diabetes. A causa de la misma enfermedad, el 11 de septiembre de 2021 falleció a la edad de 56 años, de un ataque al corazón.

## Clubes
| Club                         | País      | Año       |
| ---------------------------- | --------- | --------- |
| Atlético Argentino (Mendoza) | Argentina | 1982-1985 |
| Estudiantes de La Plata      | Argentina | 1985      |
| Racing Club                  | Argentina | 1985-1986 |
| Gimnasia y Esgrima (M)       | Argentina | 1987      |
| Universidad de Chile         | Chile     | 1987      |
| Deportes Concepción          | Chile     | 1988-1991 |
| Everton                      | Chile     | 1992      |
| Liga de Portoviejo           | Ecuador   | 1992      |
| Deportes Concepción          | Chile     | 1993-1995 |
| Arturo Fernández Vial        | Chile     | 1996      |
| Deportes Concepción          | Chile     | 1997-1998 |
| Ñublense                     | Chile     | 1999      |